# چالش پرتلاطم
چالش پرتلاطم (ایتالیایی: Sfida selvaggia) یک فیلم وسترن اسپانیایی به کارگردانی خسوس فرانکو است که در سال ۱۹۶۳ ساخته شد.

## گزیدهٔ بازیگران
- خوزه سوآرز
- مانوئل سارسو
- روبرتو کاماردیل
- فلیکس دافائوسه